# 内閣総理大臣臨時兼任
もしかして
- 内閣総理大臣臨時代理

ではありませんか？